# Día Mundial de la Lógica
El Día Mundial de la Lógica se celebra anualmente, cada 14 de enero. Fue proclamado  durante la 40.ª Conferencia General de la UNESCO en asociación con el Consejo Internacional de la Filosofía y las Ciencias Humanas (CIPSH)el 13 de noviembre del año 2019.

## Conmemoración
Se celebra cada 14 de enero en honor al nacimiento de Alfred Tarski y el fallecimiento de Kurt Gödel, dos destacados lógicos del siglo XX. La primera celebración tuvo lugar el 14 de enero de 2019, antes de su declaración oficial por la UNESCO. Los primeros dos Días Mundiales de la Lógica (en 2019 y 2020) se organizaron en unos treinta países y de manera informal por Logica Universalis Association. Los años 2021,2022,2023 la coordinación de las celebraciones fue asumida por CIPSH.

## Proclamación
El Día Mundial de la Lógica fue propuesto por la Delegación de Brasil ante la UNESCO,que en ese entonces estaba a cargo de la delegada Maria Edileuza Fontenele Reis. Esta propuesta surgió tras el éxito de la celebración del Día de la Lógica por varias entidades académicas y científicas. Este día tiene como objetivo resaltar la importancia de la lógica en aspectos históricos, conceptuales y prácticos. A pesar de su esencial contribución al desarrollo del conocimiento, de acuerdo a la organización, la ciencia y la tecnología, su relevancia frecuentemente no es reconocida por el público general.